# Ludwig Stössel
Ludwig Stössel, auch Stoessel, (* 12. Februar 1883 in Lockenhaus; † 29. Jänner 1973 in Beverly Hills) war ein österreichischer Schauspieler.

## Leben
Er gab sein Bühnendebüt im Jahr 1900 und spielte 1903 in Sigmaringen, 1904 in Ulm, danach in Posen und Salzburg, wo er sein Debüt als Theaterregisseur gab. Nach dem Ersten Weltkrieg arbeitete er als Schauspieler und Regisseur am Thalia-Theater von Breslau.
Im Jahr 1925 kam er nach Berlin, wo er bis 1933 an den dortigen Bühnen unter der Leitung von Max Reinhardt am Deutschen Künstlertheater und am Staatstheater auftrat. Dazu übernahm er ab 1926 eine wachsende Zahl von Filmrollen.

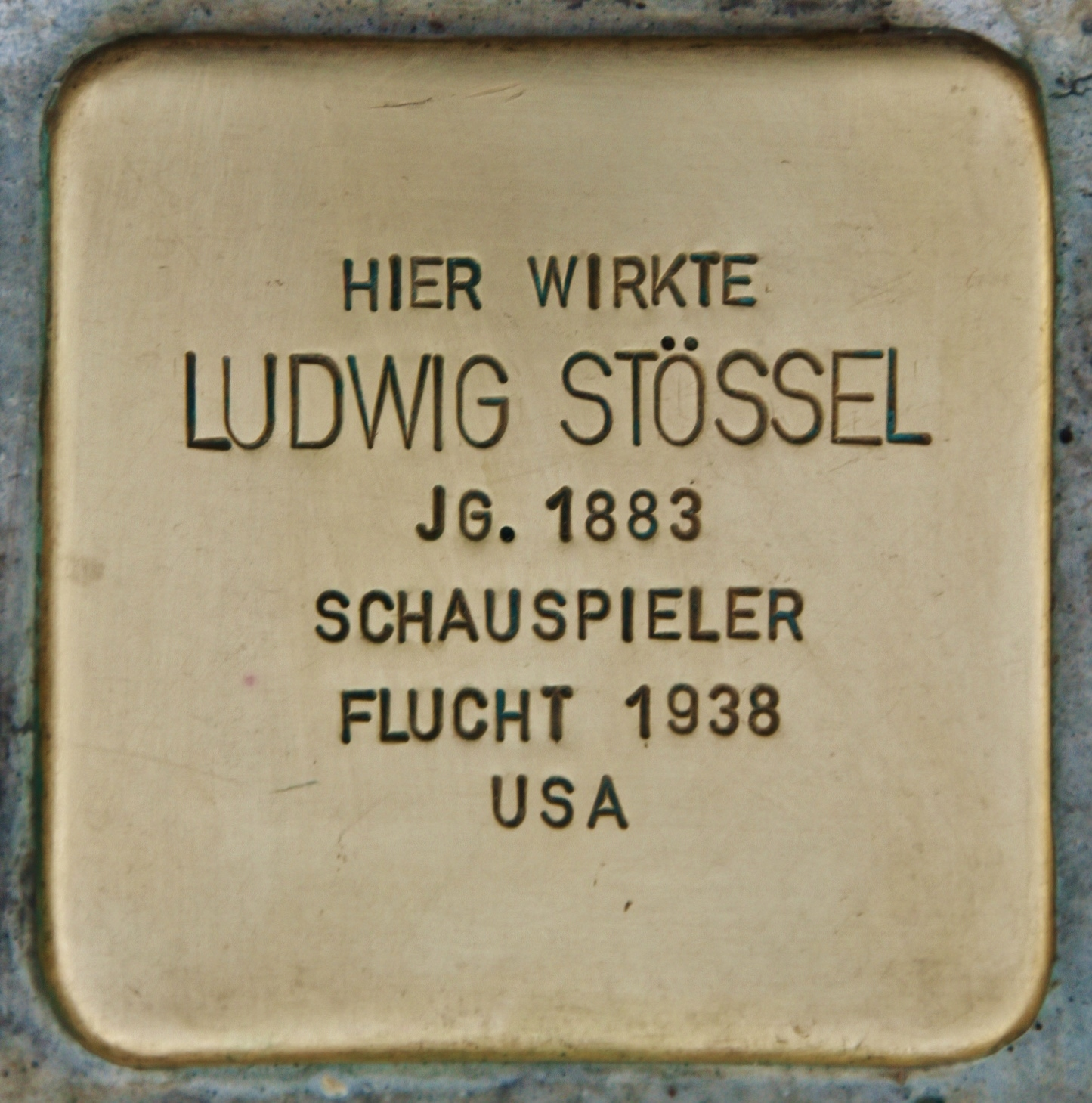
Stolperstein in Salzburg

Nach der Machtergreifung der Nationalsozialisten 1933 agierte der jüdische Schauspieler ein letztes Mal am Theater am Nollendorfplatz und ging dann nach Wien. Er arbeitete dort am Raimundtheater und ab 1936 erneut unter Max Reinhardt am Theater in der Josefstadt. Bei den Salzburger Festspielen verkörpert er den Teufel in Jedermann und den Wagner in Goethes Faust. Seine Tätigkeit für den Film beschränkte sich zu dieser Zeit auf die Rolle eines Pfarrers in Der Pfarrer von Kirchfeld nach Ludwig Anzengruber.
Nach dem Anschluss Österreichs emigrierte er mit seiner Frau Lore Birn über Paris nach London, wo er in zwei britischen Filmproduktionen mitwirkte. 1939 gelangte er in die Vereinigten Staaten und erhielt dort 1940 seine erste US-Filmrolle. Stössel wurde in zahlreichen Hollywood-Produktionen eingesetzt. Meist verkörperte er nette, ältere Herren wie den Vater des von Gary Cooper verkörperten Baseball-Stars Lou Gehrig in der Filmbiografie Der große Wurf. Besonders populär ist sein kurzer Auftritt als europäischer Emigrant Herr Leuchtag in dem Film Casablanca („What watch? – Ten watch – such much“). Hier wie in mehreren anderen Filmen spielte Ilka Grüning seine Ehefrau.
Stössel setzte seine Karriere auch nach Kriegsende in den USA fort und stellte unter anderem 1946 in dem Film The Beginning or the End? Albert Einstein dar. Er wurde auch mit einer Serie von Werbefilmen für das Gallo-Weingut bekannt, wo er über ein Jahrzehnt hinweg einen Winzer verkörperte.
1950 kam er nach Wien und absolvierte ein Gastspiel am Renaissancetheater. 1960 war er in dem Elvis-Presley-Film Café Europa zum letzten Mal im Kino zu sehen, zuletzt stand er 1964 für eine amerikanische Fernsehserie vor der Kamera.

## Gedenken
Am 17. August 2020 wurde durch den Künstler Gunter Demnig vor dem Haus für Mozart in Salzburg ein Stolperstein für Ludwig Stössel verlegt.

## Filmografie (Auswahl)
- 1926: In der Heimat, da gibt’s ein Wiedersehn!
- 1927: Familientag im Hause Prellstein
- 1928: Herkules Maier
- 1928: Serenissimus und die letzte Jungfrau
- 1928: Aus dem Tagebuch eines Junggesellen
- 1929: Möblierte Zimmer
- 1929: Der Günstling von Schönbrunn
- 1929: Katharina Knie
- 1930: Skandal um Eva
- 1930: Ein Burschenlied aus Heidelberg
- 1931: Die Privatsekretärin
- 1931: In Wien hab’ ich einmal ein Mädel geliebt
- 1931: Elisabeth von Österreich
- 1931: Die Koffer des Herrn O.F.
- 1931: Man braucht kein Geld
- 1932: Der Rebell
- 1932: Zum goldenen Anker
- 1932: Chauffeur Antoinette
- 1933: Der Läufer von Marathon
- 1933: Morgenrot
- 1933: Das Testament des Dr. Mabuse
- 1933: Nordpol – Ahoi!
- 1933: Heimkehr ins Glück
- 1934: Eine Nacht in Venedig
- 1937: Der Pfarrer von Kirchfeld
- 1940: Four Sons
- 1940: Dance, Girl, Dance
- 1941: Seitenstraße (Back Street)
- 1941: Menschenjagd (Man Hunt)
- 1941: Laurel und Hardy: Schrecken der Kompanie (Great Guns)
- 1942: Agenten der Nacht (All Through the Night)
- 1942: Kings Row
- 1942: Die Frau, von der man spricht (Woman of the Year)
- 1942: Der große Wurf (The Pride of the Yankees)
- 1942: Casablanca
- 1942: Pittsburgh
- 1942: Tennessee Johnson
- 1943: Einsatz im Nordatlantik (Action in the North Atlantic)
- 1943: Gefährliche Flitterwochen (Above Suspicion)
- 1943: Hitler’s Madman
- 1943: Hers to Hold
- 1943: The Strange Death of Adolf Hitler
- 1944: The Climax
- 1944: Bluebeard
- 1945: Jagd auf Dillinger (Dillinger)
- 1945: Yolanda und der Dieb (Yolanda and the Thief)
- 1945: Draculas Haus (House of Dracula)
- 1946: Im Geheimdienst (Cloak and Dagger)
- 1947: Clara Schumanns große Liebe (Song of Love)
- 1947: Bezaubernde Lippen (This Time for Keeps)
- 1948: Die tollkühne Rettung der Gangsterbraut Honey Swanson (A Song Is Born)
- 1949: Der Spieler (The Great Sinner)
- 1951: As Young as You Feel
- 1951: Zu jung zum Küssen (Too Young to Kiss)
- 1951: The Last Half Hour: The Mayerling Story (Fernsehfilm)
- 1952: Kurier nach Triest (Diplomatic Courier)
- 1952: Die lustige Witwe (The Merry Widow)
- 1952: Nicht die Zeit für Blumen (No Time for Flowers)
- 1953: Madame macht Geschichte(n) (Call Me Madam)
- 1953: Wem die Sonne lacht (The Sun Shines Bright)
- 1953–1954: Ramar of the Jungle (Fernsehserie, 6 Folgen)
- 1954: Tief in meinem Herzen (Deep in My Heart)
- 1955: Casablanca (Fernsehserie, 2 Folgen)
- 1956/1958: Vater ist der Beste (Father Knows Best, Fernsehserie, 2 Folgen)
- 1958: Jakobowsky und der Oberst (Me and the Colonel)
- 1958: Von der Erde zum Mond (From the Earth to the Moon)
- 1958/1959: Perry Mason (Fernsehserie, 2 Folgen)
- 1958–1959: Der Mann mit der Kamera (Man with a Camera, Fernsehserie, 7 Folgen)
- 1959: Der blaue Engel (The Blue Angel)
- 1960: Café Europa (G.I. Blues)
- 1961: Mutter ist die Allerbeste (Donna Reed Show, Fernsehserie, Folge 3x18)
- 1961: Meine drei Söhne (My Three Sons, Fernsehserie, Folge 2x05)
- 1964: The Hollywood Palace (Fernsehserie, Folge 1x10)